# Alexander Bauer (Fußballspieler, 1995)
Alexander Bauer (* 16. August 1995 in Wels) ist ein österreichischer Fußballspieler.

## Karriere
Bauer begann seine Karriere beim FC Wels. Zur Saison 2009/10 kam er in die AKA Linz, in der er bis 2012 spielte. Zur Saison 2012/13 kehrte er zu Wels zurück. Im August 2012 spielte er gegen den SV Bad Schallerbach erstmals in der OÖ Liga. Sein erstes Tor in der vierthöchsten Spielklasse erzielte er im selben Monat bei einem 4:1-Sieg gegen den UFC Eferding. In der Saison 2012/13 kam er zu 21 Einsätzen für Wels, in denen er fünf Tore erzielte.
Zur Saison 2013/14 wechselte er zum Regionalligisten SV Wallern. Im August 2013 debütierte er in der Regionalliga, als er am ersten Spieltag jener Saison gegen den SK Vorwärts Steyr in der Halbzeitpause für Besfort Gashi eingewechselt wurde. Sein erstes Tor erzielte er im April 2014 bei einem 2:1-Sieg gegen den Villacher SV. In zweieinhalb Jahren bei Wallern kam er zu 47 Regionalligaeinsätzen, in denen er zwei Tore erzielte.
Im Jänner 2016 kehrte er zu Wels zurück. In den folgenden zweieinhalb Jahren absolvierte er 68 Spiele für Wels in der OÖ Liga, in denen er 14 Tore erzielte. 2018 konnte er mit dem Verein in die Regionalliga aufsteigen. Daraufhin wechselte er zur Saison 2018/19 zum ebenfalls in die Regionalliga aufgestiegenen Grazer AK. Mit dem GAK konnte er zu Saisonende als Meister der Regionalliga Mitte in die 2. Liga aufsteigen. In der Aufstiegssaison absolvierte er 27 Spiele, in denen er sieben Tore erzielte.
Sein Debüt in der zweithöchsten Spielklasse gab er im August 2019, als er am zweiten Spieltag der Saison 2019/20 gegen den FC Blau-Weiß Linz in der 65. Minute für Gerald Nutz eingewechselt wurde. Im Jänner 2020 wechselte er zum viertklassigen ASKÖ Oedt. Bis zum Saisonabbruch kam er zu einem Einsatz für Oedt in der OÖ Liga. Zur Saison 2020/21 wechselte er ein drittes Mal nach Wels.
In noch jungen Jahren gründete er neben seiner Karriere als Fußballspieler im Jahr 2016 die  Sportsponsoring-Plattform CONTRACTme.